# Discografia di Halsey
La discografia di Halsey, cantautrice statunitense, comprende cinuw album in studio, due EP, trentuno singoli (da solista e come artista ospite) e quaranta video musicali.

## Album

### Album in studio
| Anno | Titolo | Classifiche | Classifiche | Classifiche | Classifiche | Classifiche | Classifiche | Classifiche | Classifiche | Classifiche | Classifiche | Certificazioni                                          |
| Anno | Titolo | US          | AUS         | BEL (FL)    | CAN         | GER         | IRL         | NLD         | NZL         | SWE         | UK          | Certificazioni                                          |
| ---- | --- | ----------- | ----------- | ----------- | ----------- | ----------- | ----------- | ----------- | ----------- | ----------- | ----------- | ------------------------------------------------------- |
| 2015 | Badlands - Pubblicato: 28 agosto 2015 - Etichetta: Astralwerks - Formati: CD, MC, LP, download digitale, streaming                   | 2           | 2           | 10          | 3           | 37          | 3           | 5           | 3           | 13          | 9           | - RIAA: 2x Platino - BPI: Oro - ARIA: Oro - MC: Platino |
| 2017 | Hopeless Fountain Kingdom - Pubblicato: 2 giugno 2017 - Etichetta: Astralwerks - Formati: CD, LP, download digitale, streaming       | 1           | 2           | 14          | 1           | 27          | 7           | 15          | 6           | 27          | 12          | - RIAA: Platino - BPI: Oro - MC: 2 Platino              |
| 2020 | Manic - Pubblicato: 17 gennaio 2020 - Etichetta: Capitol - Formati: CD, LP, MC, download digitale, streaming                         | 2           | 2           | 9           | 2           | 13          | 8           | 11          | 4           | 27          | 6           | - RIAA: 2x Platino - BPI: Oro - ARIA: Oro - MC: Platino |
| 2021 | If I Can't Have Love, I Want Power - Pubblicato: 27 agosto 2021 - Etichetta: Capitol - Formati: CD, LP, download digitale, streaming | 2           | 3           | 4           | 5           | 5           | 6           | 6           | 5           | 24          | 4           | - RIAA: Oro                                             |
| 2024 | The Great Impersonator - Pubblicato: 25 ottobre 2024 - Etichetta: Columbia - Formati: CD, LP, MC, download digitale, streaming       | 2           | 17          | 54          | 20          | 28          | 76          | 68          | 33          | —           | 19          |                                                         |

### Album dal vivo
| Anno | Titolo |
| ---- | --- |
| 2020 | Badlands (Live from Webster Hall) - Pubblicato: 28 agosto 2020 - Etichetta: Capitol - Formati: download digitale, streaming                  |
| 2022 | Hopeless Fountain Kingdom (Live from Webster Hall) - Pubblicato: 24 giugno 2022 - Etichetta: Capitol - Formati: download digitale, streaming |

### Extended play
| Anno | Titolo | Classifiche | Classifiche | Classifiche | Classifiche |
| Anno | Titolo | US          | US Alt.     | US Heat     | US Rock     |
| ---- | --- | ----------- | ----------- | ----------- | ----------- |
| 2014 | Room 93 - Pubblicato: 27 ottobre 2014 - Etichetta: Astralwerks - Formati: CD, 12", download digitale, streaming | 159         | 37          | 3           | 37          |
| 2020 | Collabs - Pubblicato: 31 luglio 2020 - Etichetta: Capitol - Formati: download digitale, streaming               | —           | —           | —           | —           |

## Singoli
| Anno | Titolo                                    | Classifiche | Classifiche | Classifiche | Classifiche | Classifiche | Classifiche | Classifiche | Classifiche | Album di provenienza                  |
| Anno | Titolo                                    | US          | AUS         | BEL (FL)    | CAN         | IRL         | ITA         | NZL         | UK          | Album di provenienza                  |
| ---- | ----------------------------------------- | ----------- | ----------- | ----------- | ----------- | ----------- | ----------- | ----------- | ----------- | ------------------------------------- |
| 2014 | Ghost                                     | —           | —           | —           | —           | —           | —           | —           | —           | Badlands                              |
| 2015 | New Americana                             | 60          | —           | 84          | 57          | 89          | 24          | 41          | 184         | Badlands                              |
| 2016 | Colors                                    | 108         | 99          | —           | —           | —           | —           | —           | —           | Badlands                              |
| 2016 | Castle                                    | 101         | 76          | —           | —           | —           | —           | —           | —           | Badlands e The Huntsman: Winter's War |
| 2017 | Not Afraid Anymore                        | 77          | 55          | —           | 72          | —           | —           | —           | —           | Fifty Shades Darker                   |
| 2017 | Now or Never                              | 17          | 16          | 24          | 32          | 42          | 55          | 22          | 80          | Hopeless Fountain Kingdom             |
| 2017 | Bad at Love                               | 5           | 42          | —           | 23          | —           | —           | —           | —           | Hopeless Fountain Kingdom             |
| 2017 | Him & I (con G-Eazy)                      | 14          | 10          | 18          | 9           | 16          | 72          | 17          | 22          | The Beautiful & Damned                |
| 2018 | Alone (featuring Big Sean e Stefflon Don) | 66          | —           | —           | —           | —           | —           | —           | —           | Hopeless Fountain Kingdom             |
| 2018 | Eastside (con Benny Blanco e Khalid)      | 9           | 2           | 28          | 6           | 1           | 59          | 1           | 1           | Friends Keep Secrets                  |
| 2018 | Without Me                                | 1           | 2           | 17          | 2           | 3           | 33          | 3           | 3           | Manic                                 |
| 2019 | 11 Minutes (con Yungblud e Travis Barker) | 101         | 23          | 2           | 69          | 41          | —           | —           | 59          | N.D.                                  |
| 2019 | Nightmare                                 | 15          | 13          | 6           | 17          | 24          | 68          | 19          | 26          | If I Can't Have Love, I Want Power    |
| 2019 | Graveyard                                 | 34          | 24          | 7           | 38          | 30          | —           | 27          | 29          | Manic                                 |
| 2020 | You Should Be Sad                         | 26          | 4           | 24          | 21          | 5           | 83          | 23          | 12          | Manic                                 |
| 2020 | The Other Girl (con Kelsea Ballerini)     | 95          | —           | —           | —           | —           | —           | —           | —           | Kelsea                                |
| 2020 | Be Kind (con Marshmello)                  | 29          | 16          | 35          | 18          | 25          | 72          | 37          | 45          | Collabs e Manic                       |
| 2020 | Life's a Mess (con Juice Wrld)            | 9           | 8           | 21          | 10          | 11          | —           | 14          | 11          | Legends Never Die e Collabs           |
| 2021 | I Am Not a Woman, I'm a God               | 64          | 81          | —           | 41          | 66          | —           | 48          | 72          | If I Can't Have Love, I Want Power    |
| 2021 | You Asked for This                        | —           | —           | —           | —           | —           | —           | —           | —           | If I Can't Have Love, I Want Power    |
| 2022 | So Good                                   | 51          | —           | —           | 46          | —           | —           | —           | 67          | N.D.                                  |
| 2023 | Lilith (con Suga)                         | —           | —           | —           | —           | —           | —           | —           | —           | If I Can't Have Love, I Want Power    |
| 2024 | Lucky                                     | 88          | —           | —           | —           | —           | —           | —           | —           | The Great Impersonator                |
| 2024 | Lonely is the Muse                        | —           | —           | —           | —           | —           | —           | —           | —           | The Great Impersonator                |
| 2024 | Ego                                       | —           | —           | —           | —           | —           | —           | —           | —           | The Great Impersonator                |
| 2024 | I Never Loved You                         | —           | —           | —           | —           | —           | —           | —           | —           | The Great Impersonator                |

### Collaborazioni
| Anno | Titolo                                                | Classifiche | Classifiche | Classifiche | Classifiche | Classifiche | Classifiche | Classifiche | Classifiche | Album di provenienza     |
| Anno | Titolo                                                | US          | AUS         | BEL (FL)    | CAN         | IRL         | ITA         | NZL         | UK          | Album di provenienza     |
| ---- | ----------------------------------------------------- | ----------- | ----------- | ----------- | ----------- | ----------- | ----------- | ----------- | ----------- | ------------------------ |
| 2016 | Hands (come parte del collettivo Artists for Orlando) | —           | —           | —           | —           | —           | —           | —           | —           | N.D.                     |
| 2016 | Closer                                                | 1           | 1           | 1           | 1           | 1           | 2           | 1           | 1           | Collage                  |
| 2019 | Boy with Luv                                          | 8           | 10          | 4           | 7           | 14          | 60          | 12          | 13          | Map of the Soul: Persona |

### Singoli promozionali
| Anno | Titolo           | Classifiche | Classifiche | Classifiche | Classifiche | Classifiche | Album di provenienza     |
| Anno | Titolo           | US          | AUS         | CAN         | IRL         | UK          | Album di provenienza     |
| ---- | ---------------- | ----------- | ----------- | ----------- | ----------- | ----------- | ------------------------ |
| 2020 | Experiment on Me | —           | —           | —           | —           | —           | Birds of Prey: The Album |
| 2023 | Die 4 Me         | 100         | —           | —           | 68          | 85          | N.D.                     |
| 2024 | The End          | —           | —           | —           | —           | —           | The Great Impersonator   |

## Altri brani entrati in classifica
| Anno | Titolo                                    | Classifiche | Classifiche | Classifiche | Classifiche | Classifiche | Classifiche | Album di provenienza                       |
| Anno | Titolo                                    | US          | AUS         | CAN         | IRL         | NZL         | UK          | Album di provenienza                       |
| ---- | ----------------------------------------- | ----------- | ----------- | ----------- | ----------- | ----------- | ----------- | ------------------------------------------ |
| 2015 | Hold Me Down                              | —           | 79          | —           | —           | —           | —           | Badlands                                   |
| 2015 | The Feeling (con Justin Bieber)           | 31          | 22          | 25          | 31          | 20          | 34          | Purpose                                    |
| 2017 | Eyes Closed                               | 101         | 62          | 73          | —           | —           | —           | Hopeless Fountain Kingdom                  |
| 2017 | Damage (con PartyNextDoor)                | —           | —           | 81          | —           | —           | —           | Seven Days                                 |
| 2019 | Earth (con Lil Dicky)                     | 17          | 17          | 3           | 18          | 20          | 21          | N.D.                                       |
| 2019 | Die for Me (con Post Malone e Future)     | 20          | 23          | 21          | —           | —           | —           | Hollywood's Bleeding                       |
| 2020 | Forget Me Too (con Machine Gun Kelly)     | 44          | 51          | 33          | 47          | 44          | 40          | Tickets to My Downfall                     |
| 2022 | Could Have Been Me (cover dei The Struts) | —           | —           | —           | 83          | —           | 94          | Sing 2: Original Motion Picture Soundtrack |

## Video musicali
| Anno | Titolo                                      | Regista/i                 |
| ---- | ------------------------------------------- | ------------------------- |
| 2014 | Hurricane                                   | Alex de Bonrepos          |
| 2014 | Ghost (Room 93 Version)                     | Alex de Bonrepos          |
| 2015 | Ghost (Badlands Version)                    | Malia James e Ryan Witt   |
| 2015 | New Americana                               | Jodeb                     |
| 2016 | Colors                                      | Tim Mattia                |
| 2016 | Castle (The Huntsman: Winter's War Version) | Scott Murray              |
| 2017 | Now or Never                                | Sing J. Lee e Halsey      |
| 2017 | Bad At Love                                 | Sing J. Lee e Halsey      |
| 2017 | Him & I                                     | Bobby Bruderle            |
| 2018 | Sorry                                       | Sing J. Lee e Halsey      |
| 2018 | Alone                                       | Hannah Lux Davis e Halsey |
| 2018 | Strangers                                   | Jessie Hill e Halsey      |
| 2018 | Eastside                                    | Jake Schreier             |
| 2018 | Without Me                                  | Colin Tilley              |
| 2019 | 11 Minutes                                  | Colin Tilley              |
| 2019 | Nightmare                                   | Hannah Lux Davis          |